# Amazolernaea sannerae
Amazolernaea sannerae is een eenoogkreeftjessoort uit de familie van de Lernaeidae. De wetenschappelijke naam van de soort is voor het eerst geldig gepubliceerd in 1998 door Thatcher.